# Rappestad
Rappestad är en tätort i Linköpings kommun och kyrkby i Rappestads socken beläget tio kilometer väster om Linköping. Genom Rappestad flyter Lillån.

## Historia
Villasamhället Rappestad är uppfört på torpet Lövhagens mark som exploaterades av kommunen under 1960-talet. 

### Befolkningsutveckling
| Befolkningsutvecklingen i Rappestad 1975–2020            | Befolkningsutvecklingen i Rappestad 1975–2020 | Befolkningsutvecklingen i Rappestad 1975–2020 | Befolkningsutvecklingen i Rappestad 1975–2020 | Befolkningsutvecklingen i Rappestad 1975–2020 |
| -------------------------------------------------------- | --------------------------------------------- | --------------------------------------------- | --------------------------------------------- | --------------------------------------------- |
|                                                          |                                               |                                               |                                               |                                               |
| År                                                       |                                               |                                               | Folkmängd                                     | Areal (ha)                                    |
| 1975                                                     | 1975                                          |                                               | 206                                           |                                               |
| 1980                                                     | 1980                                          |                                               | 204                                           |                                               |
| 1990                                                     | 1990                                          |                                               | 147                                           | 22#                                           |
| 1995                                                     | 1995                                          |                                               | 196                                           | 29#                                           |
| 2000                                                     | 2000                                          |                                               | 209                                           | 32                                            |
| 2005                                                     | 2005                                          |                                               | 249                                           | 32                                            |
| 2010                                                     | 2010                                          |                                               | 235                                           | 33                                            |
| 2015                                                     | 2015                                          |                                               | 247                                           | 41                                            |
| 2020                                                     | 2020                                          |                                               | 249                                           | 43                                            |
| Anm.: Ny tätort 1975. Ej tätort 1990-2000. # Som småort. |                                               |                                               |                                               |                                               |

## Samhället
Rappestads kyrka ligger här.
En ridskola finns vid Fågelbergs Södergård. 

## Personer från orten
Vid Rappestads kyrka hade konstnären Johan Winberg sin ateljé, som fortfarande finns bevarad. Winberg ritade kyrkans gravkapell, som byggdes under 1950-talet.